# Ким Ён Бом

Ким Ён Бом на марке КНДР

Ким Ён Бом (кор. 김용범; август 1902 — сентябрь 1947) — корейский коммунист, председатель Северокорейского Бюро КПК (13 октября — 18 декабря 1945).

## Биография
Учился в Москве, в 30-е годы был направлен Коминтерном в Корею для нелегальной работы. Являлся одним из организаторов коммунистического подполья в Корее.
13 октября 1945 года избран Председателем Северокорейского Оргбюро компартии Кореи, созданного из разрозненных групп коммунистов на территории Севера Кореи и признанное руководством компартии Пак Хон Ёна в Сеуле. 18 декабря 1945 г. место Ким Ён Бома во главе партии занимает Ким Ир Сен.
После создания в августе 1946 Трудовой партии Северной Кореи избран председателем Контрольной комиссии ТПСК.
Был женат на Пак Ден Ай.
По воспоминаниям дочери А. И. Хегая Майи Хегай, отношение к Ким Ён Бому — человеку милому, спокойному и не склонному к участию в политических интригах — в кругах корейской правящей элиты было в конце 40-х годов откровенно ироническим, хотя и добродушным, да и сам он, любитель холодной лапши и старинной архитектуры, отнюдь не стремился к вершинам власти.